# Jan Alberts Meursinge
Jan Alberts Meursinge (geboren Eext, gedoopt Anloo, 8 februari 1795 – aldaar, 3 januari 1877) was een Nederlandse burgemeester.

## Leven en werk
Meursinge was een zoon van de landbouwer en landmeter Albert Meursinge en Grietje van Veen. Meursinge was evenals zijn vader landmeter en landbouwer. Tevens was hij gemeenteontvanger van Anloo. Hij was landeigenaar en vervener in Drenthe. In 1826 werd hij benoemd tot burgemeester van de gemeente Anloo. Hij woonde te Eext, dat bij de gemeente Anloo hoorde. De gemeentelijke zaken werden waarschijnlijk in zijn huis aan de Kerkstraat afgehandeld. Meursinge was vanaf 1833 lid van Provinciale Staten van Drenthe en werd in 1852 gekozen tot gedeputeerde van de provincie Drenthe. Hij was een van de eerste bestuursleden van het Drents Landbouw Genootschap en voorzitter van de noordelijke afdeling van deze organisatie. Meursinge was Ridder in de Orde van de Nederlandse Leeuw.
Meursinge was op 1 april 1847 te Anloo getrouwd met Alberdina Mantingh uit Borger, dochter van de landbouwer Willem Mantingh en Tirina Lussing. Hun zoon Willem Meursinge werd in 1860 burgemeester van het naburige Gieten; hij overleed in het jaar van zijn benoeming tot burgemeester op 27-jarige leeftijd. Hun kleinzoon Synco Reijnders werd burgemeester van Borger en van Rolde.